# 구메노 황자
쿠메노 미코(일본어: 来目皇子 쿠메노미코[*], 생몰년 미상)는 아스카 시대의 왕족. 구메 왕과도. 아버지는 요메이 천황. 어머니는 혈수부 간인 왕녀. 쇼토쿠 태자는 이복형이다.

## 약력
스이코 천황 10년(602년)2월에 임나를 멸망시킨 신라에 대한 신라 정벌 계획에서 히로유키를 신라 대장군으로 군대 2만 5천의 지휘권을 준다. 602년 4월에 군대를 이끌고 쓰쿠시 국에 이르는 섬군에 주둔했으나 히로유키는 6월에 병을 얻고 신라에 대한 침공을 연기했다. 토벌을 하지 못한 채, 603년 2월 4일 서거하였다. 스오의 사바(생전의 칭호지는 야마구치 현 호후 시 쿠와야마)에 장례, 하제 저수이 이를 관장했다.
가와치 국 하부 산은 군대의 고비)오카 가미에 묻혔다. 현재 이 무덤은 오사카 부 하비키노 시 하비키노 3가의 묘혈 고분(방분, 한 변 약 50m)로 비정되며 궁내청 관리 하에 있다.

## 같이 보기
- 구메지(久米寺): 구메노 미코가 창건한다.
- 구루메시(久留米市): 지명의 유래를 쿠메노 미코라고 하는 설이 있다.
- 신라정토계획(新羅征討計画)